# Brasil no Campeonato Mundial de Esportes Aquáticos de 2011
O Brasil compete no Campeonato Mundial de Esportes Aquáticos de 2011 em Xangai, China, entre 16 e 31 de julho de 2011. A delegação brasileira conta com 65 atletas em todos os 5 esportes, buscando melhorar o desempenho da edição anterior, em 2009, em Roma, na Itália, quando a delegação voltou com duas medalhas de ouro, uma de prata e uma de bronze para casa. O Brasil chega a Xangai dias após a decisão do CAS (Corte Arbitral do Esporte) decidir absolver o principal atleta do grupo, César Cielo, além de dois outros nadadores, após o resultado positivo para uma substância que mascara doping ter aparecido em suas participações no Troféu Maria Lenk deste ano.
A primeira medalha do país na competição foi um ouro na maratona aquática. Essa medalha representou a primeira vez na história que uma mulher conquistou o posto mais alto do pódio para o país no Campeonato Mundial da FINA. César Cielo foi o responsável pela segunda medalha, também de ouro, nos 50m borboleta, feito inédito na carreira do atleta, especializado em estilo livre. No dia 27 de julho, foi conquistada a terceira medalha de ouro, por Felipe França, nos 50m peito, feito inédito, desde a primeira participação do país, em 1978, em Berlim, na então Alemanha Ocidental. A quarta foi o bicampeonato de Cielo nos 50 metros livres.

## Medalhistas
| Medalha         | Nome              | Esporte           | Evento                  | Data        |
| --------------- | ----------------- | ----------------- | ----------------------- | ----------- |
| Medalha de ouro | Ana Marcela Cunha | Maratona Aquática | 25km Feminino           | 23 de Julho |
| Medalha de ouro | César Cielo       | Natação           | 50m Borboleta Masculino | 25 de Julho |
| Medalha de ouro | Felipe França     | Natação           | 50m Peito Masculino     | 27 de Julho |
| Medalha de ouro | César Cielo       | Natação           | 50m Livre Masculino     | 30 de Julho |

## Classificados paraLondres 2012
| Atleta             | Esporte           | Evento                 |
| ------------------ | ----------------- | ---------------------- |
| Poliana Okimoto    | Maratona Aquática | 10km Feminino          |
| Brasil (4 atletas) | Natação           | 4x100m Livre Masculino |

## Saltos ornamentais
O Brasil classificou 3 atletas nos saltos ornamentais.
Masculino
| Atleta                  | Evento                                | Preliminares | Preliminares | Semifinais  | Semifinais  | Final       | Final       |
| Atleta                  | Evento                                | Pontos       | Pos.         | Pontos      | Pos.        | Pontos      | Pos.        |
| ----------------------- | ------------------------------------- | ------------ | ------------ | ----------- | ----------- | ----------- | ----------- |
| César Castro            | Trampolim 3m Individual Masculino     | 388.05       | 23           | Não avançou | Não avançou | Não avançou | Não avançou |
| Rui Marinho             | Plataforma 10m Individual Masculino   | 326.10       | 31           | Não avançou | Não avançou | Não avançou | Não avançou |
| Hugo Parisi             | Plataforma 10m Individual Masculino   | 434.15       | 12 Q         | 414.90      | 14          | Não avançou | Não avançou |
| Rui Marinho Hugo Parisi | Plataforma 10m Sincronizado Masculino | 347.01       | 14           |             |             | Não avançou | Não avançou |

## Maratona aquática
Masculino
| Atleta          | Evento         | Final     | Final   |
| Atleta          | Evento         | Tempo     | Posição |
| --------------- | -------------- | --------- | ------- |
| Victor Colonese | 5km masculino  | 56:39.7   | 22      |
| Samuel de Bona  | 5km masculino  | 1:01:20.9 | 36      |
| Samuel de Bona  | 10km masculino | 2:02:17.2 | 44      |
| Samuel de Bona  | 25km masculino | 5:27:38.1 | 16      |
| Allan do Carmo  | 10km masculino | 2:05:42.4 | 50      |
| Allan do Carmo  | 25km masculino | 5:11:32.2 | 6       |

Feminino
| Atleta            | Evento        | Final     | Final   |
| Atleta            | Evento        | Tempo     | Posição |
| ----------------- | ------------- | --------- | ------- |
| Poliana Okimoto   | 5km feminino  | 1:00:48.3 | 11      |
| Poliana Okimoto   | 10km feminino | 2:02:13.6 | 6       |
| Ana Marcela Cunha | 5km feminino  | 1:00:46.7 | 7       |
| Ana Marcela Cunha | 10km feminino | 2:02:22.2 | 11      |
| Ana Marcela Cunha | 25km feminino | 5:29:22.9 |         |

## Natação
Masculino
| Atleta                                                                  | Evento                   | Bateria     | Bateria     | Semifinais  | Semifinais  | Final       | Final       |
| Atleta                                                                  | Evento                   | Tempo       | Posição     | Tempo       | Posição     | Tempo       | Posição     |
| ----------------------------------------------------------------------- | ------------------------ | ----------- | ----------- | ----------- | ----------- | ----------- | ----------- |
| César Cielo                                                             | 50m Livre Masculino      | 22.03       | 1 Q         | 21.79       | 2 Q         | 21.52       |             |
| Bruno Fratus                                                            | 50m Livre Masculino      | 22.26       | 13 Q        | 21.76       | 1 Q         | 21.96       | 5           |
| César Cielo                                                             | 100m Livre Masculino     | 48.41       | 4 Q         | 48.34       | 5 Q         | 48.01       | 4           |
| Bruno Fratus                                                            | 100m Livre Masculino     | 49.23       | 24          | Não avançou | Não avançou | Não avançou | Não avançou |
| Nicolas Oliveira                                                        | 200m Livre Masculino     | 1:48.33     | 15 Q        | 1:48.18     | 13          | Não avançou | Não avançou |
| Thiago Pereira                                                          | 100m Costas Masculino    | 54.47       | 18          | Não avançou | Não avançou | Não avançou | Não avançou |
| Guilherme Guido                                                         | 100m Costas Masculino    | 54.93       | 27          | Não avançou | Não avançou | Não avançou | Não avançou |
| Leonardo de Deus                                                        | 200m Costas Masculino    | 1:58.29     | 13 Q        | 1:59.77     | 15          | Não avançou | Não avançou |
| Felipe França                                                           | 50m Peito Masculino      | 27.19       | 1 Q         | 26.95       | 2 Q         | 27.01       |             |
| Felipe França                                                           | 100m Peito Masculino     | 1:00.01     | 4 Q         | 1:00.73     | 14          | Não avançou | Não avançou |
| Felipe Lima                                                             | 100m Peito Masculino     | 1:01.37     | 24          | Não avançou | Não avançou | Não avançou | Não avançou |
| César Cielo                                                             | 50m Borboleta Masculino  | 23.26       | 1 Q         | 23.19       | 1 Q         | 23.10       |             |
| Kaio Márcio de Almeida                                                  | 100m Borboleta Masculino | 53.20       | 25          | Não avançou | Não avançou | Não avançou | Não avançou |
| Kaio Márcio de Almeida                                                  | 200m Borboleta Masculino | 1:56.92     | 14 Q        | 1:56.06     | 10          | Não avançou | Não avançou |
| Leonardo de Deus                                                        | 200m Borboleta Masculino | 1:55.55     | 2 Q         | 1:57.58     | 13          | Não avançou | Não avançou |
| Thiago Pereira                                                          | 200m Medley Masculino    | 1:57.82     | 1 Q         | 1:58.27     | 5 Q         | 1:59.00     | 6           |
| Henrique Rodrigues                                                      | 200m Medley Masculino    | 1:59.54     | 10 Q        | 2:00.04     | 14          | Não avançou | Não avançou |
| Thiago Pereira                                                          | 400m Medley Masculino    | Não iniciou | Não iniciou | Não iniciou | Não iniciou | Não iniciou | Não iniciou |
| Bruno Fratus Nicolas Oliveira Marcos Antônio Macedo Marcelo Chierighini | 4x100m Livre Masculino   | 3:16.28     | 9           |             |             | Não avançou | Não avançou |
| Nicolas Oliveira André Schultz Rodrigo Castro João de Lucca             | 4x200m Livre Masculino   | 7:18.44     | 14          |             |             | Não avançou | Não avançou |
| Guilherme Guido Felipe França Kaio Márcio de Almeida Bruno Fratus       | 4x100m Medley Masculino  | 3:36.99     | 14          |             |             | Não avançou | Não avançou |

Feminino
| Atleta                                                           | Evento                  | Bateria | Bateria | Semifinais  | Semifinais  | Final       | Final       |
| Atleta                                                           | Evento                  | Tempo   | Posição | Tempo       | Posição     | Tempo       | Posição     |
| ---------------------------------------------------------------- | ----------------------- | ------- | ------- | ----------- | ----------- | ----------- | ----------- |
| Flávia Delaroli                                                  | 50m Livre Feminino      | 25.47   | 18      | Não avançou | Não avançou | Não avançou | Não avançou |
| Tatiana Lemos                                                    | 100m Livre Feminino     | 55.55   | 25      | Não avançou | Não avançou | Não avançou | Não avançou |
| Etiene Medeiros                                                  | 50m Costas Feminino     | 29.16   | 25      | Não avançou | Não avançou | Não avançou | Não avançou |
| Etiene Medeiros                                                  | 100m Costas Feminino    | 1:05.18 | 43      | Não avançou | Não avançou | Não avançou | Não avançou |
| Carolina Mussi                                                   | 100m Peito Feminino     | 1:13.66 | 36      | Não avançou | Não avançou | Não avançou | Não avançou |
| Daynara de Paula                                                 | 50m Borboleta Feminino  | 26.60   | 14 Q    | 26.39       | 10          | Não avançou | Não avançou |
| Daynara de Paula                                                 | 100m Borboleta Feminino | 59.24   | 21      | Não avançou | Não avançou | Não avançou | Não avançou |
| Tatiana Lemos Daynara de Paula Flavia Delaroli Michelle Lenhardt | 4x100m Livre Feminino   | 3:44.62 | 13      |             |             | Não avançou | Não avançou |
| Etiene Medeiros Carolina Mussi Daynara de Paula Tatiana Lemos    | 4x100m Livre Feminino   | 4:14.52 | 17      |             |             | Não avançou | Não avançou |

## Nado sincronizado
O Brasil classificou 10 atletas no nado sincronizado.
Feminino
| Atleta | Evento                 | Preliminária | Preliminária | Final       | Final       |
| Atleta | Evento                 | Pontos       | Pos.         | Pontos      | Pos.        |
| --- | ---------------------- | ------------ | ------------ | ----------- | ----------- |
| Giovana Stephan | Rotina Técnica Solo    | 82.900       | 15           | Não avançou | Não avançou |
| Giovana Stephan | Rotina Livre Solo      | 84.390       | 14           | Não avançou | Não avançou |
| Nayara Figueira Lara Teixeira                                                                                                 | Rotina Técnica Dueto   | 87.400       | 12 Q         | 86.000      | 12          |
| Nayara Figueira Lara Teixeira                                                                                                 | Rotina Livre Dueto     | 86.520       | 11 Q         | 85.770      | 12          |
| Maria Bruno Maria Eduarda Pereira Nayara Figueira Michelle Frota Lorena Molinos Pamela Nogueira Giovana Stephan Lara Teixeira | Rotina Técnica Equipes | 86.200       | 11 Q         | 85.600      | 12          |
| Maria Bruno Joseana Costa Nayara Figueira Michelle Frota Lorena Molinos Pamela Nogueira Giovana Stephan Lara Teixeira         | Rotina Livre Equipes   | 85.770       | 11 Q         | 85.160      | 12          |

Reservas
- Jéssica Noutel

## Polo aquático

### Masculino
Plantel
| - Marcelo Chagas - Emilio Vieira - Henrique Miranda - Bernardo Gomes - Marcelo Franco | - Gustavo Guimarães - Jonas Crivella - Felipe Silva - Capitão - Bernardo Rocha | - João Felipe Coelho - Danilo Correa - Vinicius Antonelli |

#### Grupo C
| Equipe  | J | V | E | D | GP | GC | S   | Pts |
| ------- | - | - | - | - | -- | -- | --- | --- |
| Croácia | 3 | 3 | 0 | 0 | 43 | 16 | +27 | 6   |
| Canadá  | 3 | 2 | 0 | 1 | 28 | 25 | +3  | 4   |
| Japão   | 3 | 1 | 0 | 2 | 25 | 40 | –15 | 2   |
| Brasil  | 3 | 0 | 0 | 3 | 25 | 40 | –15 | 0   |

| 18 Julho 2011 13:30 | Relatório | Brasil                                 | 5 – 14 | Croácia    | Shanghai Oriental Sports Center, Xangai Público: 250 Juízes: Gonzalez (PUR), Ciric (SRB) |
| 18 Julho 2011 13:30 | Relatório | Placar por quartos: 0–5, 1–3, 3–4, 1–2 |        |            | Shanghai Oriental Sports Center, Xangai Público: 250 Juízes: Gonzalez (PUR), Ciric (SRB) |
| 18 Julho 2011 13:30 | Relatório | Crivella 2                             | Gols   | Bošković 4 | Shanghai Oriental Sports Center, Xangai Público: 250 Juízes: Gonzalez (PUR), Ciric (SRB) |

| 20 Julho 2011 12:10 | Relatório | Brasil                                 | 11 – 13 | Japão     | Shanghai Oriental Sports Center, Xangai Público: 500 Juízes: Brgulian (MNE), Ni (CHN) |
| 20 Julho 2011 12:10 | Relatório | Placar por quartos: 4–2, 2–4, 1–3, 4–4 |         |           | Shanghai Oriental Sports Center, Xangai Público: 500 Juízes: Brgulian (MNE), Ni (CHN) |
| 20 Julho 2011 12:10 | Relatório | Silva, Franco 3                        | Gols    | Shimizu 4 | Shanghai Oriental Sports Center, Xangai Público: 500 Juízes: Brgulian (MNE), Ni (CHN) |

| 22 Julho 2011 9:30 | Relatório | Brasil                                 | 9 – 13 | Canadá   | Shanghai Oriental Sports Center, Xangai Público: 400 Juízes: Brgulian (MNE), Flahive (AUS) |
| 22 Julho 2011 9:30 | Relatório | Placar por quartos: 1–2, 1–4, 3–4, 4–3 |        |          | Shanghai Oriental Sports Center, Xangai Público: 400 Juízes: Brgulian (MNE), Flahive (AUS) |
| 22 Julho 2011 9:30 | Relatório | Guimarães 3                            | Gols   | Diggle 5 | Shanghai Oriental Sports Center, Xangai Público: 400 Juízes: Brgulian (MNE), Flahive (AUS) |

#### Classificação 13 a 16
| 24 Julho 2011 10:50 | Relatório | Brasil                                 | 7 – 4 | África do Sul | Shanghai Oriental Sports Center, Xangai Público: 700 Juízes: Juhaz (HUN), Rustamova (UZB) |
| 24 Julho 2011 10:50 | Relatório | Placar por quartos: 4–0, 0–1, 1–2, 2–1 |       |               | Shanghai Oriental Sports Center, Xangai Público: 700 Juízes: Juhaz (HUN), Rustamova (UZB) |
| 24 Julho 2011 10:50 | Relatório | Franco 2                               | Gols  | Manson 2      | Shanghai Oriental Sports Center, Xangai Público: 700 Juízes: Juhaz (HUN), Rustamova (UZB) |

#### Jogo do 13° lugar
| 26 Julho 2011 10:00 | Relatório | Cazaquistão                            | 9 – 7 | Brasil   | Shanghai Oriental Sports Center, Xangai Público: 250 Juízes: Pinker (RSA), Makita (JPN) |
| 26 Julho 2011 10:00 | Relatório | Placar por quartos: 3–0, 1–3, 2–2, 3–2 |       |          | Shanghai Oriental Sports Center, Xangai Público: 250 Juízes: Pinker (RSA), Makita (JPN) |
| 26 Julho 2011 10:00 | Relatório | Zhilyayev 3                            | Gols  | Felipe 2 | Shanghai Oriental Sports Center, Xangai Público: 250 Juízes: Pinker (RSA), Makita (JPN) |

### Feminino
Plantel
| - Tess Flore Helene Oliveira - Cecilia Canetti - Izabella Maizza Chiappini - Marina Canetti - Marina Aranha Zablith | - Gabriela Leme Gozani - Cristina de Camargo Beer - Capitã - Luiza Avila Carvalho - Fernanda Palma Lissoni - Mirella de Coutinho | - Ruda Franco - Maria Barbara Kernebeis Amaro - Gabriela Mantellato Dias - Manuela Canetti |

#### Grupo C
| Equipe  | J | V | E | D | GP | GC | S   | Pts |
| ------- | - | - | - | - | -- | -- | --- | --- |
| Grécia  | 3 | 3 | 0 | 0 | 27 | 22 | +5  | 6   |
| Rússia  | 3 | 2 | 0 | 1 | 38 | 18 | +20 | 4   |
| Espanha | 3 | 1 | 0 | 2 | 29 | 32 | -3  | 2   |
| Brasil  | 3 | 0 | 0 | 3 | 16 | 38 | -22 | 0   |

| 17 Julho 2011 15:00 | Relatório | Brasil                                 | 4 – 15 | Rússia     | Shanghai Oriental Sports Center, Xangai Público: 600 Juízes: Flahive (AUS), Koryzna (POL) |
| 17 Julho 2011 15:00 | Relatório | Placar por quartos: 1–6, 1–2, 2–2, 0–5 |        |            | Shanghai Oriental Sports Center, Xangai Público: 600 Juízes: Flahive (AUS), Koryzna (POL) |
| 17 Julho 2011 15:00 | Relatório | quatro jogadoras 1                     | Gols   | Belyaeva 4 | Shanghai Oriental Sports Center, Xangai Público: 600 Juízes: Flahive (AUS), Koryzna (POL) |

| 19 Julho 2011 13:30 | Relatório | Brasil                                 | 8 – 11 | Grécia             | Shanghai Oriental Sports Center, Xangai Público: 200 Juízes: Juhaz (HUN), Rotsart (USA) |
| 19 Julho 2011 13:30 | Relatório | Placar por quartos: 2–3, 3–2, 1–3, 2–3 |        |                    | Shanghai Oriental Sports Center, Xangai Público: 200 Juízes: Juhaz (HUN), Rotsart (USA) |
| 19 Julho 2011 13:30 | Relatório | oito jogadoras 1                       | Gols   | quatro jogadoras 2 | Shanghai Oriental Sports Center, Xangai Público: 200 Juízes: Juhaz (HUN), Rotsart (USA) |

| 21 Julho 2011 09:30 | Relatório | Brasil                                 | 4 – 12 | Espanha     | Shanghai Oriental Sports Center, Xangai Público: 450 Juízes: Rustamova (UZB), Margeta Boris (SLO) |
| 21 Julho 2011 09:30 | Relatório | Placar por quartos: 0–3, 2-4, 0–3, 2–2 |        |             | Shanghai Oriental Sports Center, Xangai Público: 450 Juízes: Rustamova (UZB), Margeta Boris (SLO) |
| 21 Julho 2011 09:30 | Relatório | Carvalho 2                             | Gols   | Gil Sorli 5 | Shanghai Oriental Sports Center, Xangai Público: 450 Juízes: Rustamova (UZB), Margeta Boris (SLO) |

#### Classificação 13 a 16
| 24 Julho 2011 10:50 | Relatório | Brasil                                 | 10 – 9 | África do Sul | Shanghai Oriental Sports Center, Xangai Público: 700 Juízes: Juhaz (HUN), Rustamova (UZB) |
| 24 Julho 2011 10:50 | Relatório | Placar por quartos: 3–2, 3–1, 2–2, 2–4 |        |               | Shanghai Oriental Sports Center, Xangai Público: 700 Juízes: Juhaz (HUN), Rustamova (UZB) |
| 24 Julho 2011 10:50 | Relatório | Canetti, Carvalho 2                    | Gols   | Harris 4      | Shanghai Oriental Sports Center, Xangai Público: 700 Juízes: Juhaz (HUN), Rustamova (UZB) |

#### Jogo do 13° lugar
| 26 Julho 2011 10:00 | Relatório | Cazaquistão                            | 9 – 5 | Brasil              | Shanghai Oriental Sports Center, Xangai Público: 250 Juízes: Pinker (RSA), Makita (JPN) |
| 26 Julho 2011 10:00 | Relatório | Placar por quartos: 2–1, 2–2, 2–0, 3–2 |       |                     | Shanghai Oriental Sports Center, Xangai Público: 250 Juízes: Pinker (RSA), Makita (JPN) |
| 26 Julho 2011 10:00 | Relatório | Vassilyeva, Chebotova 3                | Gols  | Zablith, Coutinho 2 | Shanghai Oriental Sports Center, Xangai Público: 250 Juízes: Pinker (RSA), Makita (JPN) |